# Wu Yen-Ni
Wu Yen-Ni (31 de marzo de 1982) es una deportista taiwanesa que compitió en taekwondo. Ganó una medalla de plata en los Juegos Asiáticos de 2006, y dos medallas de oro en el Campeonato Asiático de Taekwondo en los años 2000 y 2004.

## Palmarés internacional
| Representando a China Taipéi |                          |                  |           |
| Juegos Asiáticos             |                          |                  |           |
| Año                          | Lugar                    | Medalla          | Categoría |
| 2006                         | Doha (Catar)             | Medalla de plata | –51 kg    |
| Campeonato Asiático          |                          |                  |           |
| Año                          | Lugar                    | Medalla          | Categoría |
| 2000                         | Hong Kong (China)        | Medalla de oro   | –51 kg    |
| 2004                         | Seongnam (Corea del Sur) | Medalla de oro   | –51 kg    |